# Estefanía Bernal
Estefanía Bernal (Buenos Aires, 4 de diciembre de 1995) es una modelo, personalidad de televisión y influencer italiana-argentina.

## Biografía
Estefanía Bernal nació el 4 de diciembre de 1995 en Buenos Aires (Argentina), donde vivía con sus padres en el centro de la ciudad, más precisamente en el barrio de Almagro.

## Carrera
Estefanía Bernal en 2015 participó en el desfile de moda Mar del Plata Moda Show 2015. Al año siguiente, en 2016, participó en el concurso de belleza Miss Universo Argentina, en el que obtuvo el primer lugar y lo ganó. Durante el mismo período, caminó para varias marcas de ropa interior en su país de origen. En 2017, luego de ganar este último certamen de belleza, participó en otro certamen de belleza, Miss Universo 2016, en representación de su país, que se llevó a cabo el 30 de enero en Filipinas. En el mismo año, hizo su debut en televisión presentando el programa de baile emitido en Canal 13 Showmatch.
Más tarde, tras mudarse a Milán, en Italia, fichó por la One Shot Agency, por lo que empezó a trabajar y colaborar como modelo para varias marcas publicitarias, entre ellas Guess y Yamamay. Además, también ha creado su propia línea de ropa y ropa interior femenina. En 2021 participó en el desfile de moda Pin-Up Stars 2021 Fashion Show.
En 2021 fue asistente de los chistes del tercero y sexto episodio, respectivamente el 26 de septiembre y el 17 de octubre, en el programa de televisión Scherzi a parte, emitido en Canale 5 con la conducción de Enrico Papi. Al año siguiente, en 2022, participó como competidora en la decimosexta edición de L'isola dei famosi, emitido en Canale 5 con la conducción de Ilary Blasi, donde fue eliminada en la semifinales del 20 de junio. En 2023 desfiló en el programa Felicissima sera - All inclusive, emitido en Canale 5 con la conducción de Pio e Amedeo.

## Programas de televisión
| Año  | Título                           | Cadeña   | Role                         |
| ---- | -------------------------------- | -------- | ---------------------------- |
| 2017 | Showmatch                        | Canal 13 | Bailarina                    |
| 2021 | Scherzi a parte                  | Canale 5 | Ayudante de broma            |
| 2022 | L'isola dei famosi 16            | Canale 5 | Ella Misma / Concursante     |
| 2023 | Felicissima sera - All inclusive | Canale 5 | Estella invitada / La Valeta |

## Otras actividades

### Concursos de belleza
| Año  | Título                  |
| ---- | ----------------------- |
| 2016 | Miss Universo Argentina |
| 2017 | Miss Universo 2016      |

### Desfiles de moda
| Año  | Título                         |
| ---- | ------------------------------ |
| 2015 | Mar del Plata Moda Show 2015   |
| 2021 | Pin-Up Stars 2021 Fashion Show |

### Campañas publicitarias
| Título  |
| ------- |
| Guess   |
| Yamamay |

## Premios y reconocimientos
| Año  | Premio                  | Categoría               | Resultado |
| ---- | ----------------------- | ----------------------- | --------- |
| 2016 | Miss Universo Argentina | Miss Universo Argentina | Ganadora  |